# 兩西西里的瑪麗亞·卡羅琳娜
兩西西里的瑪麗亞·卡羅琳娜（義大利語：Maria Carolina di Borbone-Due Sicilie，1820年11月29日—1861年1月14日），蒙特莫林伯爵夫人，兩西西里國王法蘭西斯科一世的第六女。1850年，瑪麗亞·卡羅琳娜與卡洛斯黨王位覬覦者卡洛斯·路易斯結婚。1861年兩人皆因斑疹傷寒去世，沒有任何子女。